# Lucretia Mott

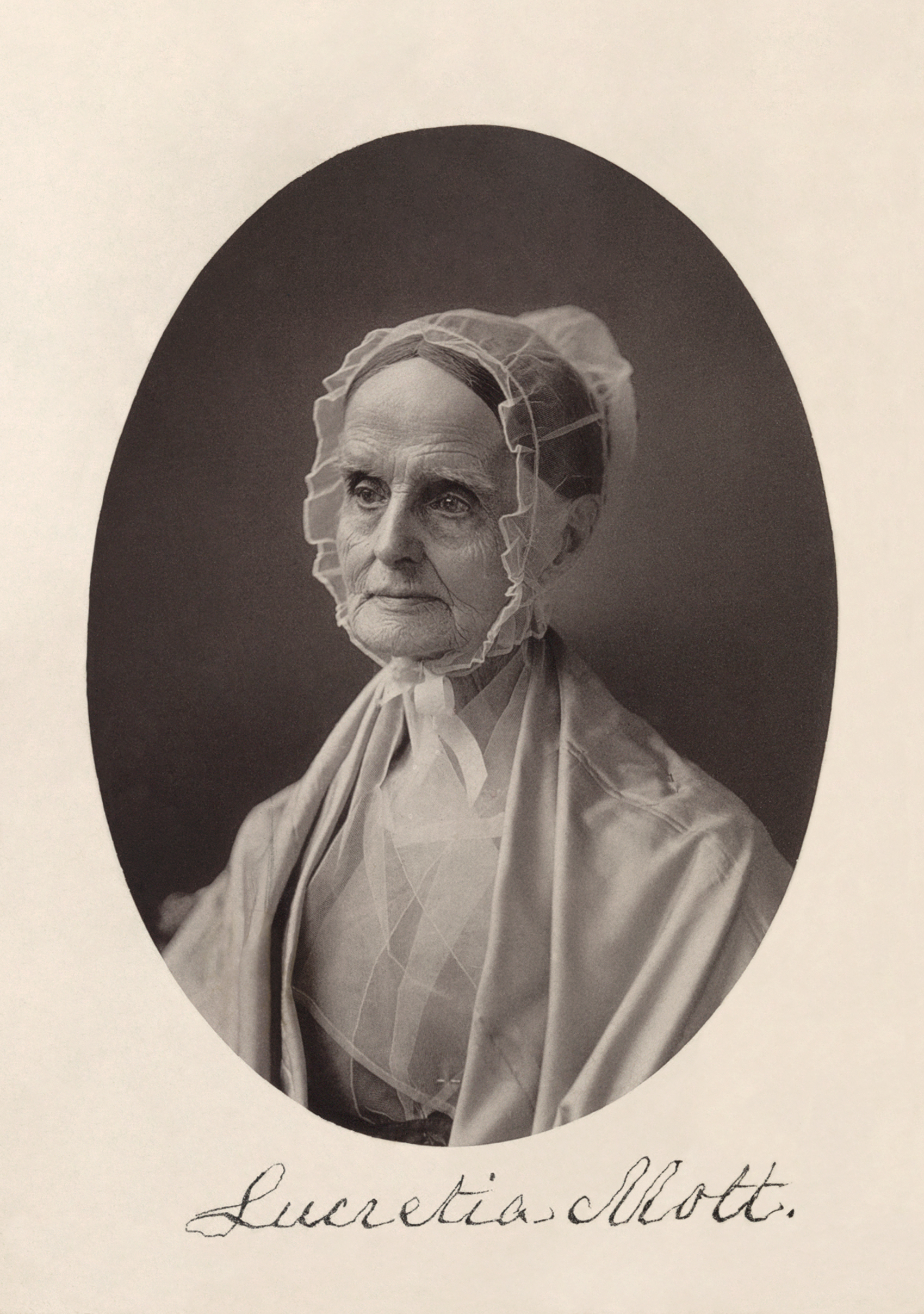
Lucretia Mott in einer Fotografie von Frederick Gutekunst (um 1870–80)

Lucretia Mott (* 3. Januar 1793 auf Nantucket; † 11. November 1880 bei Philadelphia; geb. Coffin) war eine US-amerikanische Abolitionistin und Frauenrechtlerin. 

## Leben

### Herkunft und Ausbildung
Lucretia Coffin wurde in Nantucket, Massachusetts, als das zweite von acht Kindern von Anna (Folger) und Thomas Coffin geboren. Sie wuchs in einem Umfeld auf, in dem weibliche Selbständigkeit eine Selbstverständlichkeit war. Ihr Vater war Kapitän auf einem Walfangschiff, ihre Mutter führte selbständig das elterliche Landgut. Die Familie gehörte zu den Quäkern, deren Glaube die Gleichwertigkeit aller Menschen vor Gott beinhaltet. Im Alter von dreizehn Jahren wurde sie in das Internat der Quäker Nine Partners im heutigen Millbrook im Bundesstaat New York aufgenommen. Nach Abschluss der Schulzeit wurde sie Lehrerin. Ihr Interesse für die Rechte der Frauen erwachte, als sie entdeckte, dass männlichen Lehrern an der Schule dreimal so viel wie den weiblichen Kolleginnen gezahlt wurde.

### Ehe und Familie
Am 10. April 1811 heirateten Lucretia Coffin und James Mott, ein Lehrerkollege an Nine Partners. Ihr zweites Kind, Thomas Mott, starb im Alter von zwei Jahren. Ihre überlebenden Kinder wurden alle in der Anti-Sklaverei- und anderen Reformbewegungen aktiv.

### Predigerin und Theologin
1821 wurde Lucretia Mott Predigerin der Quäkergemeinde in Philadelphia, wohin die junge Familie zwischenzeitlich gezogen war. Mit der Unterstützung ihres Mannes unternahm Lucretia Mott ausgedehnte Reisen als Predigerin; in ihren Predigten betonte sie das innere Licht der Quäker oder die Anwesenheit des Göttlichen in jedem Einzelnen. Dem Leitsatz der Eingebung durch das innere göttliche Licht gemäß schrieb sie ihre Predigten und Reden nicht nieder. Im Jahre 1849 veröffentlichte sie jedoch ihren Sermon to the Medical Students (Predigt an die Medizinstudenten).
Ihre Theologie entwickelte sie unter dem Einfluss von William Penn und einiger Unitarier, darunter Theodore Parker und William Ellery Channing. Mit Rabbi Isaac Mayer Wise, Ralph Waldo Emerson und Thomas Wentworth Higginson gehörte sie der 1867 gegründeten Free Religious Association an.
Als Quäkerin war Mott Pazifistin, den Eroberungskrieg gegen Mexiko lehnte sie ab.

### Der Kampf gegen die Sklaverei

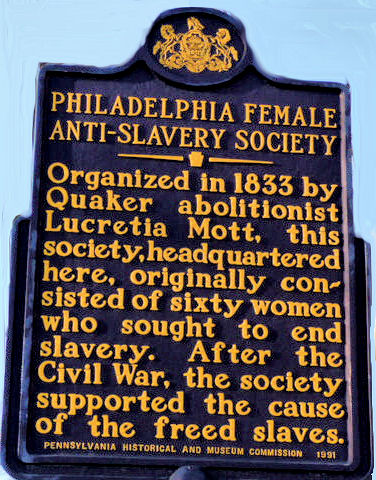
Historical Marker (Gedenkplatte) in Philadelphia. Würdigung des Engagements der Frauen von der Anti-Slavery Society

Wie viele Quäker hielt Mott die Sklaverei für ein Übel. Sie folgte dem Aufruf von Elias Hicks, von Sklaven produzierte Waren (Baumwolltuch, Rohrzucker u. a.) zu boykottieren. Das Haus von James und Lucretia Mott wurde zu einem Zentrum der Anti-Sklaverei-Bewegung in Philadelphia. Sie nahmen flüchtige Sklaven in ihr Haus auf und machten es zu einer Station der Underground Railroad. James Mott zählte zu den Mitgründern der American Anti-Slavery Society. Motts Schwägerin, Abigail Lydia Mott, und ihr Schwager, Lindley Murray Moore, waren Mitgründer der Antisklaverei-Gesellschaft (Anti-Slavery Society) in Rochester.
In der damaligen Zeit galten Frauen als von Geburt an ungeeignet für öffentliches Auftreten, weshalb sie in den nationalen Anti-Sklaverei-Organisationen nur ungern als Aktivistinnen akzeptiert wurden. Inzwischen eine erfahrene Pastorin und Abolitionistin, war Lucretia Mott die einzige Frau, die beim Gründungskongress der American Anti-Slavery Society 1833 in Philadelphia zu Wort kam. Nach der Tagung gründeten Mott und andere weiße und schwarze Frauen die Philadelphia Female Anti-Slavery Society. Diese pflegte enge Beziehungen zu den Kirchgemeinden der Schwarzen in Philadelphia. Mott selbst predigte oft in schwarzen Gemeinden.
Trotz der Feindseligkeit der Abolitionsgegner und schmerzhafter Erkrankungen setzte Mott ihre Arbeit für die Abschaffung der Sklaverei fort. Eine Zeitung schrieb: „Sie ist der Beweis dafür, dass es einer Frau möglich ist, ihre Sphäre zu erweitern, ohne diese zu verlassen.“ Die Beteiligung von Frauen in der Anti-Sklaverei-Bewegung gefährdete gesellschaftliche Normen. Viele Mitglieder der Abolitionisten-Bewegung waren dagegen, dass Frauen in der Öffentlichkeit das Wort ergriffen. Auf der Generalversammlung der Congregational Church stimmten die Synodalen einem Hirtenbrief zu, der Frauen davor warnte, der Weisung des hl. Paulus zu trotzen, in der Kirche zu schweigen (1 Tim 2,12 ). Andere wendeten sich gegen Frauen, die vor gemischten Gruppen von Männern und Frauen sprachen, was sie als „leichtfertig“ bezeichneten. Manche waren unsicher darüber, was angemessen sei, da der wachsende Zulauf zu Angelina Weld Grimké und zu deren Schwester Sarah Moore Grimké sowie zu anderen weiblichen Rednern dem gemeinsamen Anliegen des Kampfes für die Abolition zugutekam.
Mott nahm an allen drei nationalen Antisklaverei-Konventionen der amerikanischen Frauen teil (1837, 1838, 1839). Während der Tagung von 1838 in Philadelphia zerstörte ein Mob die Pennsylvania Hall, eine erst jüngst von Abolitionisten eröffnete Tagungsstätte. Die weißen und schwarzen weiblichen Delegierten hakten sich unter, um durch die Menge das Gebäude sicher zu verlassen. Daraufhin wandte sich der Mob gegen ihre Häuser und gegen schwarze Wohnviertel und Einrichtungen in Philadelphia.

### Die Welttagung gegen die Sklaverei 1840

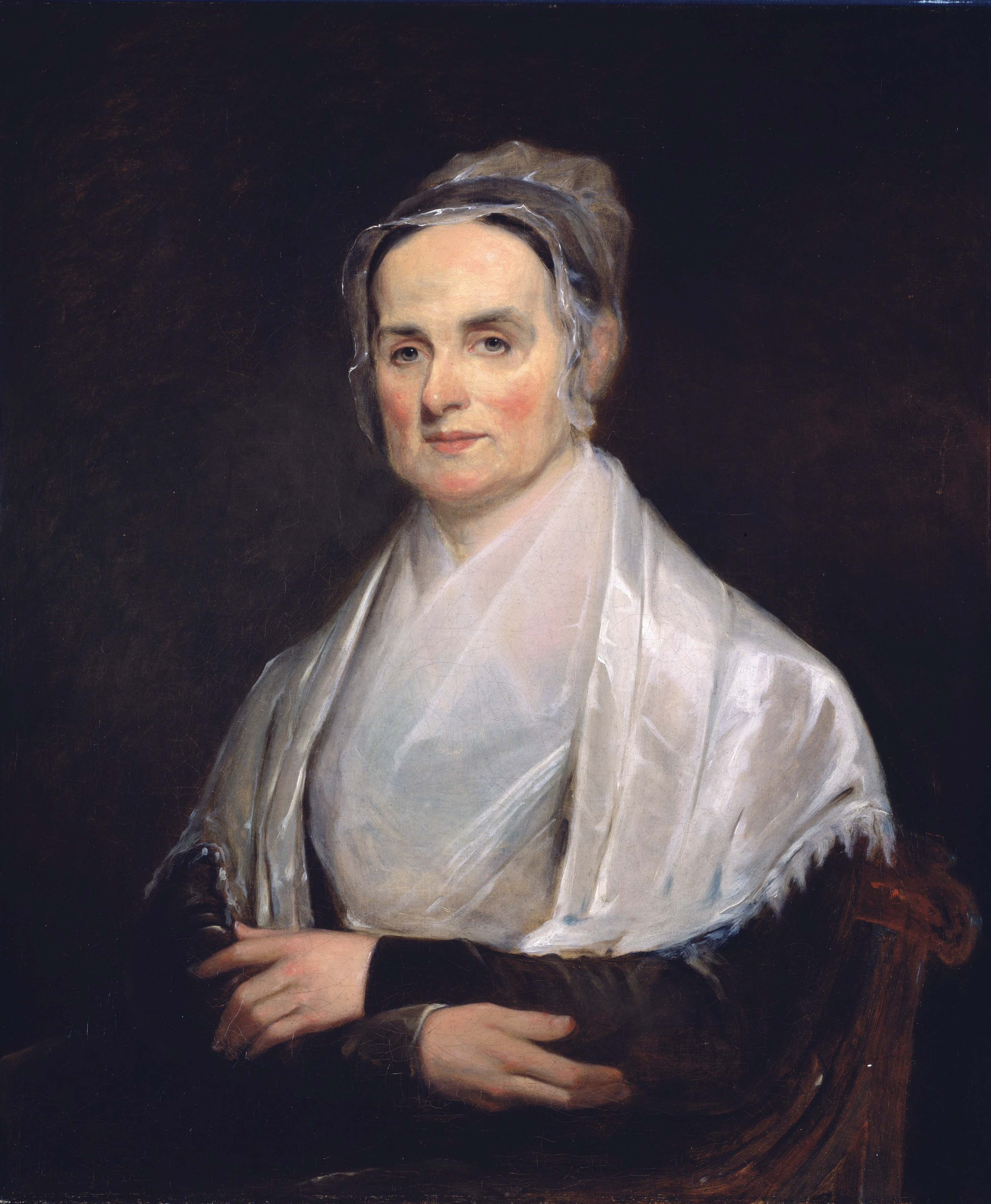
Lucretia Mott (1842), Ölgemälde von Joseph Kyle

Im Juni 1840 nahm Mott an der General Anti-Slavery Convention (besser bekannt als World Anti-Slavery Convention) der British and Foreign Anti-Slavery Society in London teil. Vor deren Beginn stimmten die Männer dafür, die sechs weiblichen Delegierten aus den USA von der Teilnahme auszuschließen; diese wurden aufgefordert, in einem abgetrennten Bereich zu sitzen. Denn der Kampf gegen die Sklaverei sollte nicht mit dem Kampf für Frauenrechte in Verbindung gebracht und dadurch „geschwächt“ werden. Ein irischer Journalist nannte Mott, die sich von der Hintansetzung nicht aufhalten ließ, die Löwin der Konvention. Durch die Begegnungen in England und Schottland ermutigt, kehrte Mott mit frischer Kraft für die Anti-Sklaverei-Bewegung in die Vereinigten Staaten zurück. Sie hielt zahlreiche Vorträge in Städten des Nordens wie auch in den Sklavenstaaten. In Washington D.C. setzte Mott ihren Vortrag zeitlich so an, dass er mit der Rückkehr des Kongresses aus der Weihnachtspause zusammenfiel; mehr als 40 Abgeordnete hörten ihr zu. Präsident John Tyler war von ihrer Rede beeindruckt.

### Die Seneca Falls Convention 1848
Bei der World Anti-Slavery Convention lernten sich Mott und Elizabeth Cady Stanton näher kennen. 1848 organisierten sie eine Frauenrechtskonferenz in Seneca Falls: das erste öffentliche Frauenrechtstreffen in den Vereinigten Staaten. Trotz anfänglicher Bedenken gegen die Forderung, den Frauen das Wahlrecht zu gewähren, unterzeichnete Mott die Seneca Falls Declaration of Sentiments. 1850 veröffentlichte Mott ihre Rede Discourse on Woman (Diskurs über die Frau), eine Streitschrift gegen die Beschränkungen für Frauen in den Vereinigten Staaten.

### Die American Equal Rights Association
Nach dem Bürgerkrieg wurde Mott zur ersten Präsidentin der American Equal Rights Association (Amerikanische Vereinigung für gleiche Rechte) gewählt, einer Organisation, die sich für das allgemeine Wahlrecht einsetzte. 1868 trat Mott aus, als sich Elizabeth Cady Stanton und Susan Brownell Anthony mit dem exzentrischen Geschäftsmann George Francis Train verbündeten. Mott versuchte, die beiden Fraktionen auszusöhnen, die sich über die Frage entzweit hatten, ob zuerst das Wahlrecht für freigelassene (männliche) Sklaven oder zuerst das Wahlrecht für die Frauen erkämpft werden müsse.

### Swarthmore College
Im Jahr 1864 gründeten Mott und einige Hicksite Friends unweit von Philadelphia das Swarthmore College, bis heute eines der bedeutendsten Liberal arts Colleges in den Vereinigten Staaten.

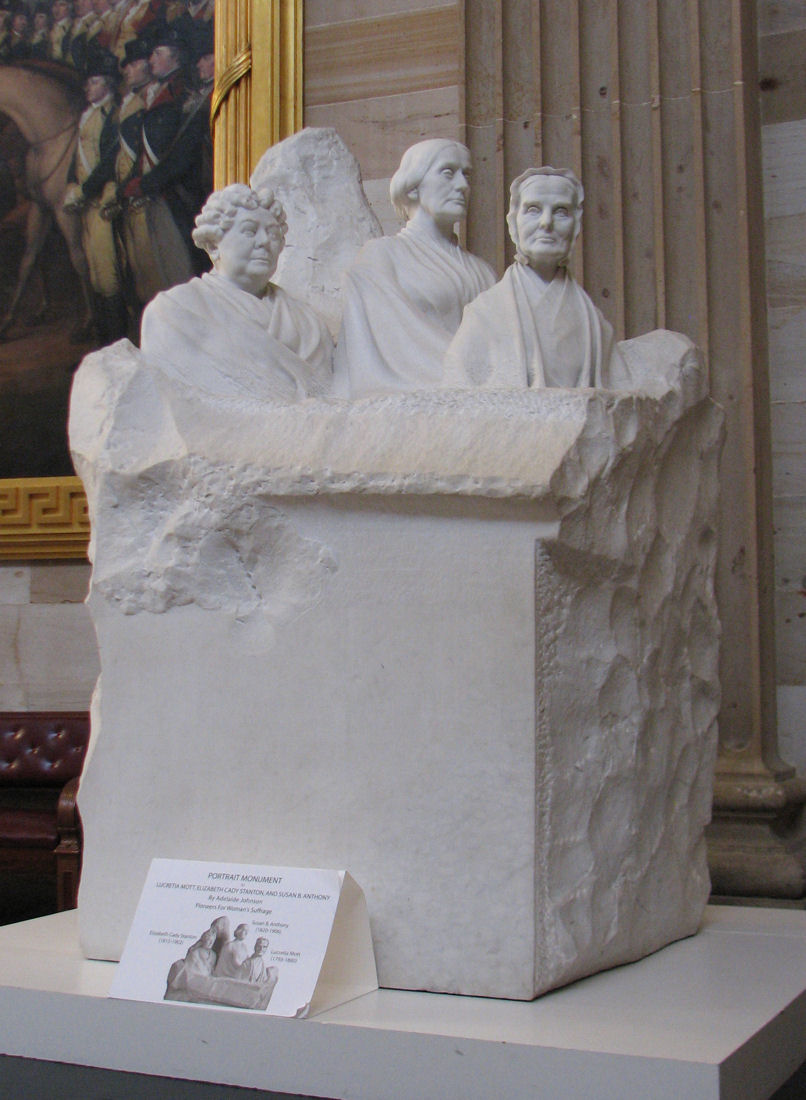
Gruppenporträtdenkmal für Lucretia Mott, Elizabeth Cady Stanton und Susan B. Anthony von 1921 in der Rotunde des US-Kapitols

### Tod
Lucretia Mott starb am 11. November 1880 an einer Lungenentzündung in ihrem Haus in Cheltenham, Pennsylvania. Sie wurde auf dem Quaker Fairhill Burial Ground in Nord-Philadelphia begraben. Eine 1921 enthüllte Skulptur von Adelaide Johnson ehrt das Wirken von Lucretia Mott zusammen mit Elizabeth Cady Stanton und Susan B. Anthony. Die Skulptur wurde zunächst in der Krypta des United States Capitol gezeigt. 1997 ist diese öffentlichkeitswirksamer in die Rotunde des US-Kapitols verlegt worden.

## Schriften (Auswahl)
- Her complete speeches and sermons. Mellen Press, New York 1980, ISBN 0-88946-968-7.